# Guhāgar
Guhāgar är en ort i Indien.   Den ligger i distriktet Ratnagiri och delstaten Maharashtra, i den sydvästra delen av landet, 1 300 km söder om huvudstaden New Delhi. Guhāgar ligger 21 meter över havet och antalet invånare är 3 425.
Terrängen runt Guhāgar är platt. Havet är nära Guhāgar västerut. Runt Guhāgar är det tätbefolkat, med 286 invånare per kvadratkilometer. Närmaste större samhälle är Dābhol, 11,8 km norr om Guhāgar. I omgivningarna runt Guhāgar växer huvudsakligen savannskog.